# Kerk van Breede
De kerk van Breede in het dorpje Breede in de gemeente Het Hogeland in de provincie Groningen is een eenbeukige zaalkerk uit de middeleeuwen met een rechtgesloten koor in de stijl van de romanogotiek.

## Geschiedenis

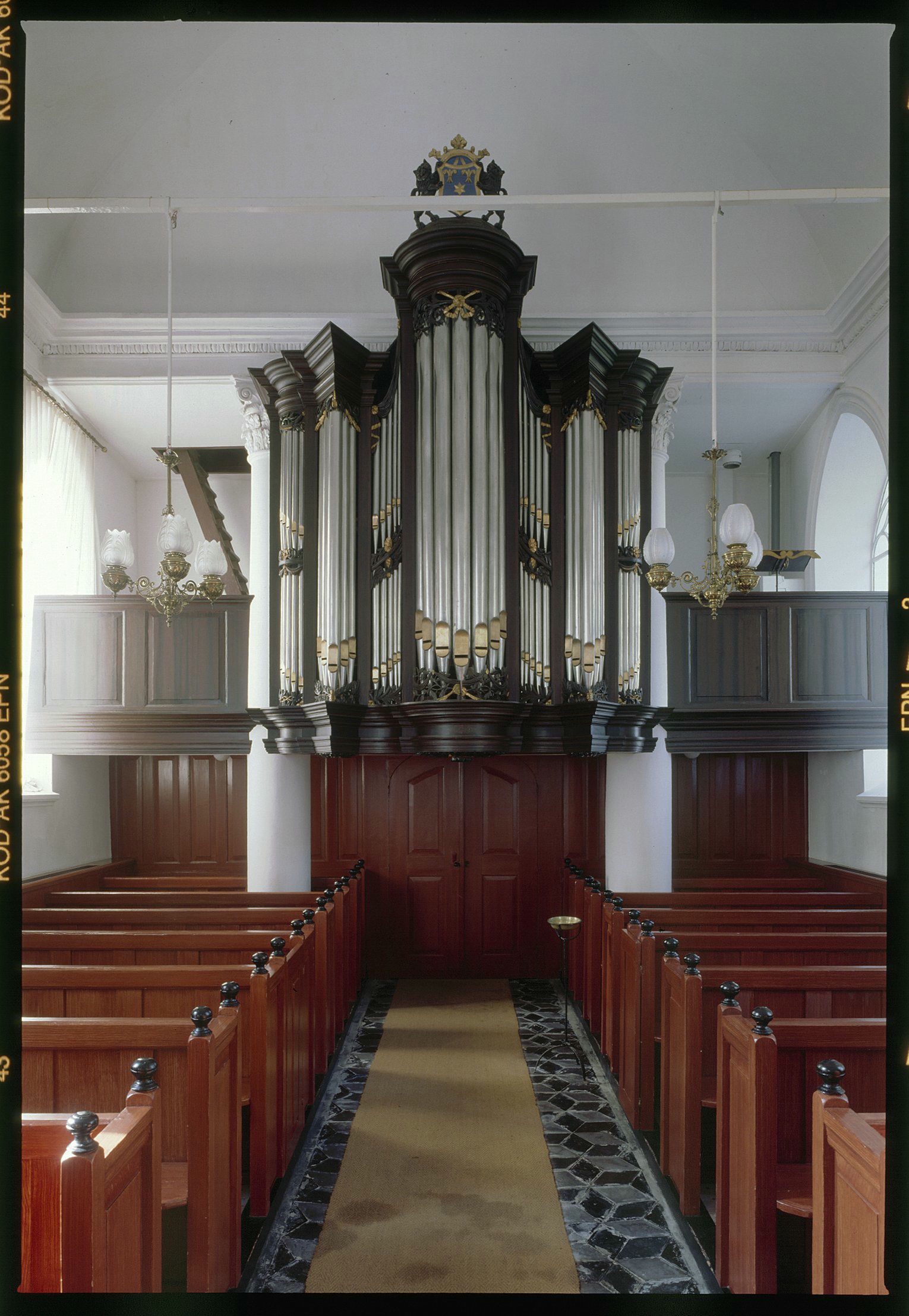
Het orgel dat Petrus van Oeckelen in 1849 plaatste

Het bouwjaar van de kerk wordt gedateerd op ergens tussen 1150 tot 1400. De kerk was oorspronkelijk opgetrokken uit kloostermoppen en het dak was oorspronkelijk bedekt met monniken en nonnen. Resten van deze dakpannen zijn in 2009 teruggevonden op het kerkhof. In de zuidmuur van de kerk bevond zich de ingang voor de mannen en in de noordmuur de ingang voor de vrouwen. Oorspronkelijk had de kerk romaanse rondboogvensters. Ergens na 1500 zijn deze vervangen door gotische spitsboogvensters. Rond 1850 werden deze vensters vergroot om plaats te maken voor grotere gietijzeren ramen.
Waarschijnlijk had de kerk oorspronkelijk een vrijstaande toren (zoals die van de kerk van Den Andel), maar deze moet ergens na 1600 zijn afgebroken. In 1616 werd een jaar eerder door Hans Falck van Neurenberg gegoten luidklok met het wapen van de adellijke familie Sickinghe van de Breedenborg in een klokkenstoel bij de kerk geplaatst. Tussen 1650 en 1660 werd de kerk ingrijpend verbouwd. In 1653 werd aan noordzijde een herenbank van de familie Sickinghe geplaatst en daartegenover werd aan zuidzijde een nieuwe kansel geplaatst van de hand van meester Lucas Kistemaker. Mogelijk werd bij deze verbouwing ook een dakruiter geplaatst op de kerk, daar in 1723 sprake is van de vervanging van de bestaande dakruiter door een nieuwe. In dat jaar werd het koepeldak ook vernieuwd.
Tussen 1751 en 1752 werd de kerk opnieuw verbouwd. Tijdens deze verbouwing kreeg de kerk waarschijnlijk de huidige blauw geglazuurde Hollandse dakpannen. In de jaren vanaf 1801 werd de kerk opnieuw verbouwd, waarbij het bestaande balkenplafond werd vervangen door een met rozetten versierd gestuct tongewelf en waarbij de oostwand werd voorzien van pilasters eindigend in neo-Korinthische kapitelen. In 1803 werd een uurwerk geplaatst in de dakruiter.

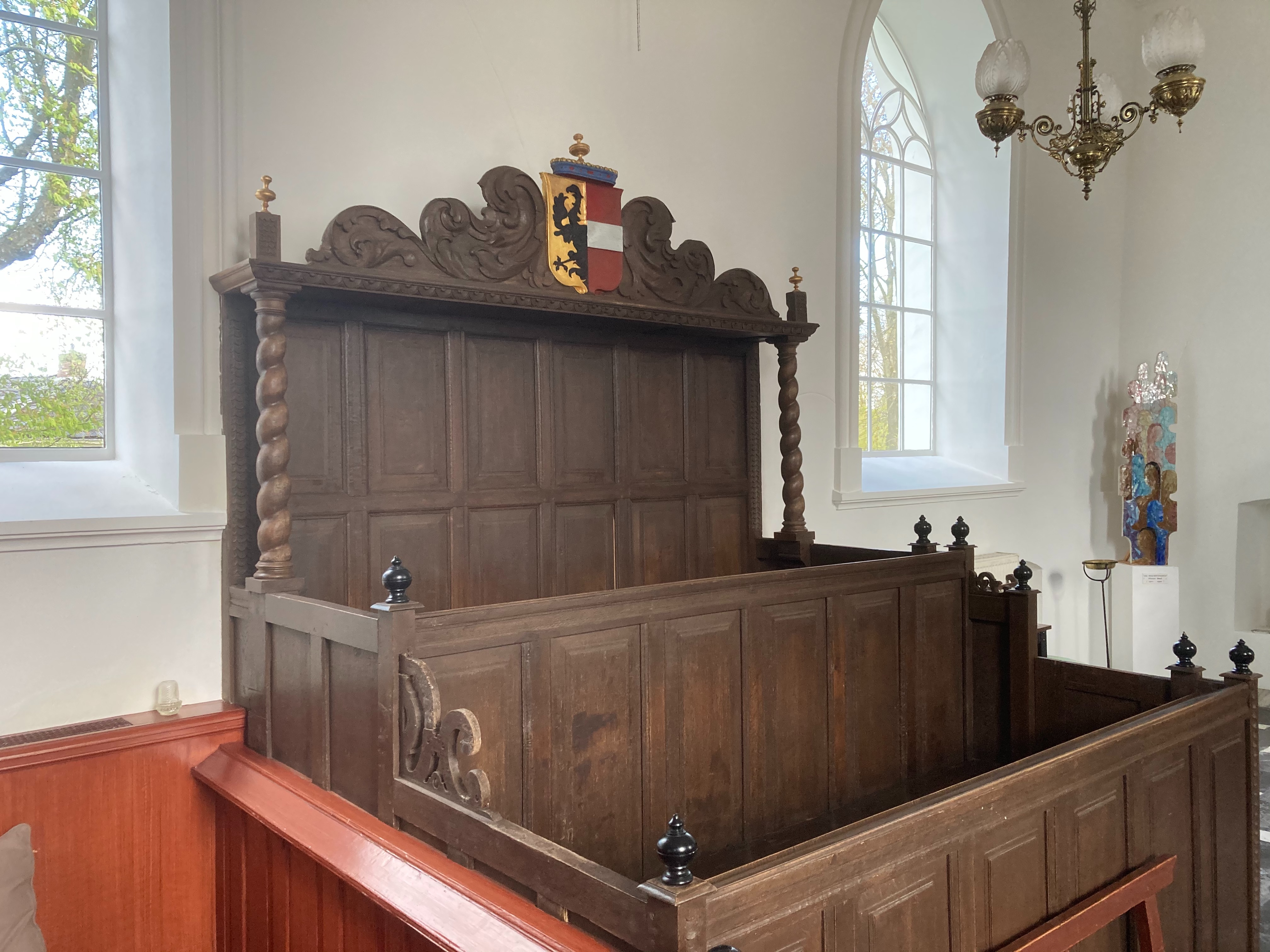
De herenbank met daarboven het wapen van de adellijke familie Sickinghe, in 1653 zeer waarschijnlijk geplaatst door de jonckheer Feio Sickinghe (1610-1666), hoofdeling te Breede en heer van de Warffumborg

In 1849-1850 werd de kerk compleet vernieuwd, waarbij het middeleeuwse uiterlijk vrijwel geheel verdween. Er werden grote gietijzeren ramen in de oude (daarvoor vergrote) vensters geplaatst. De kerk werd van buiten gepleisterd. Ook kreeg de kerk een eigen orgel. Dit was oorspronkelijk een kabinetorgel dat daarvoor in Meerwijck in Midlaren stond en destijds eigendom was van Oncko van Swinderen. Petrus van Oeckelen verbouwde het tot kerkorgel. Op het orgel staat het wapenschild van Unico Allard Alberda Van Menkema, dat na de Franse tijd werd aangebracht, hetgeen een zeldzaamheid is.
De oude kansel werd in 1853 vervangen door een nieuwe preekstoel aan de oostwand van de hand van schrijnwerker Arnoldus Cornelis Cramwinckel. Op de hoeken van de preekstoel zijn vrijstaande gedrongen zuiltjes aangebracht, een motief dat in de provincie Groningen veel voorkwam in de 17e eeuw. Later die eeuw werd het romanogotische uiterlijk ook bedekt onder een laag stucwerk. Deze ingreep gaf, samen met de Korinthische pilasters en zuilen, de kerk een neoclassicistische uitstraling. De vroegere aparte ingangen voor de vrouwen en mannen zijn dichtgemetseld, maar de contouren zijn nog steeds zichtbaar.
In 1864 werd een laag gietijzeren hekwerk rond het kerkhof geplaatst, dat eigenlijk niet aan de landelijke eisen voldeed, maar in 1874 daarvan ontheffing verkreeg. Nadat op het achtererf van de pastorie een nieuwe begraafplaats was geopend werd het kerkhof in 1912 gesloten voor nieuwe teraardebestellingen. In 1949 vertrok de laatste predikant en in 1971 werd de kerkgemeente gefuseerd met die van Warffum. Het kerkgebouw raakte vervolgens in verval, maar werd na een inzamelactie door omwonenden tussen 1981 en 1983 hersteld. Het kreeg vervolgens een multifunctionele bestemming. Het doet tegenwoordig dienst als trouw- en als uitvaartlocatie. Daarnaast vinden er regelmatig concerten, tentoonstellingen en lezingen in het kerkje plaats. Een enkele keer gebruikt de Hervormde Gemeente van Warffum-Breede de kerk voor kerkdiensten. De begraafplaats naast de kerk is nog steeds eigendom van de hervormde gemeente Warffum-Breede. In 1992 werd het kerkje door de hervormde gemeente overgedragen aan de Stichting Oude Groninger Kerken.